# Janusz Gill

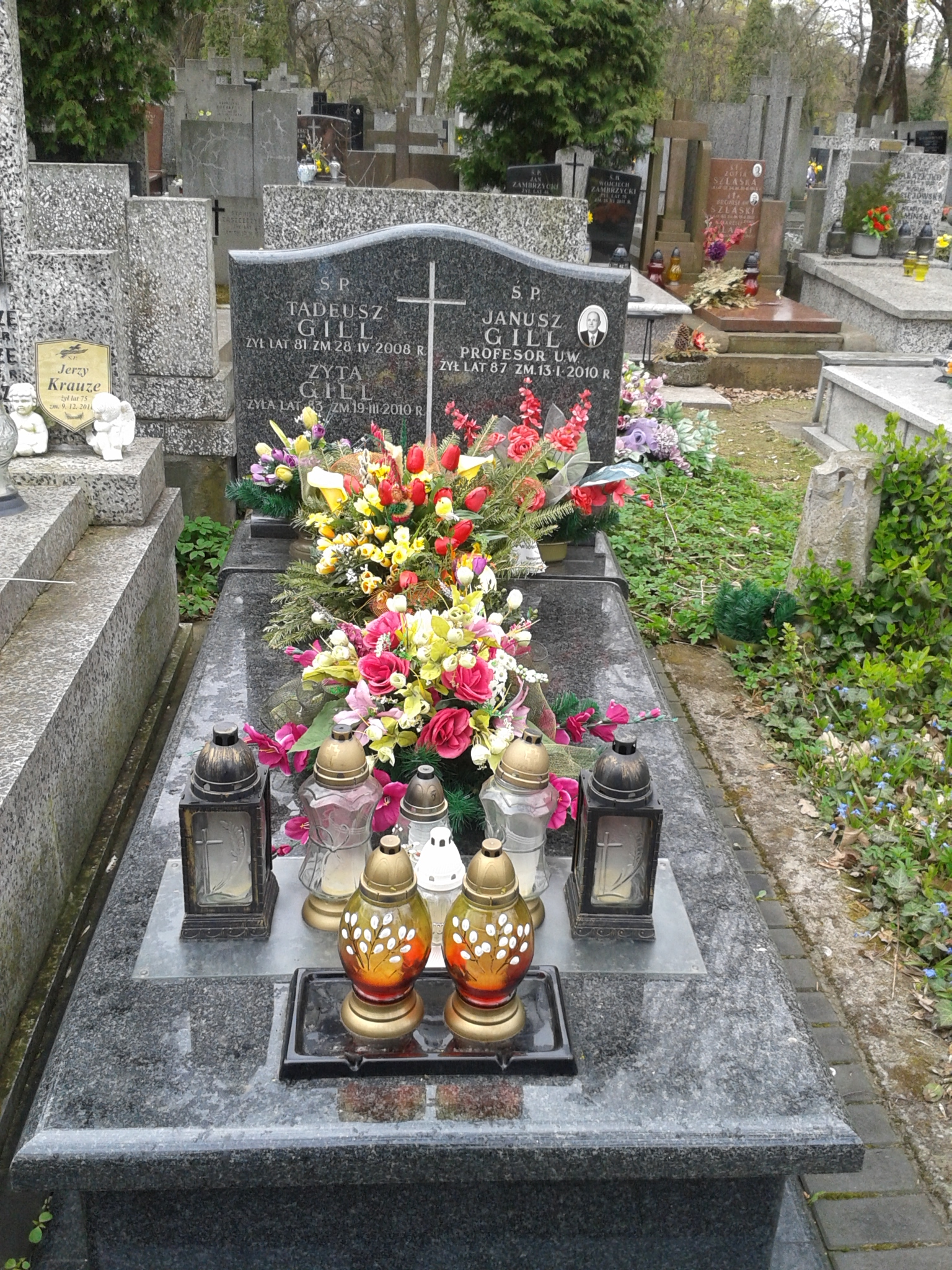
Grób Janusza Gilla na cmentarzu Bródnowskim

Janusz Eugeniusz Gill (ur. 2 czerwca 1922, zm. 13 stycznia 2010 w Warszawie) – emerytowany profesor Wydziału Biologii Uniwersytetu Warszawskiego, przedstawiciel Polski w Komitecie Ssaków Morskich ONZ, doktor honoris causa Akademii Rolniczej w Szczecinie

## Życiorys
W 1950 ukończył studia biologiczne na Uniwersytecie Warszawskim a rok później uzyskał dyplom lekarza weterynarii. W 1972 uzyskał tytuł profesora w zakresie nauk weterynaryjnych. W latach 1968–1992 był kierownikiem Zakładu Fizjologii Zwierząt Kręgowych Wydziału Biologii UW. Był promotorem dwóch prac doktorskich oraz recenzentem sześciu prac doktorskich i habilitacyjnych. W swoich pracach badawczych zajmował się fizjologią m.in. żubra i konia.
Członek honorowy Polskiego Towarzystwa Fizjologicznego, Polskiego Towarzystwa Nauk Weterynaryjnych i Stowarzyszenia Miłośników Żubrów. Został pochowany na cmentarzu Bródnowskim (kw. 16D, rząd II).

## Odznaczenia i wyróżnienia
- Krzyż Kawalerski Orderu Odrodzenia Polski[3]
- Krzyż Oficerski Orderu Odrodzenia Polski (2002)[4]
- Srebrny Krzyż Zasługi
- Odznaka Honorowa Polskiego Towarzystwa Nauk Weterynaryjnych
- Kawaler Medalu „Przyjaciel Żubra”
- Doktor honoris causa Akademii Rolniczej w Szczecinie (2000)[3] [5]

## Wybrane publikacje
- Weterynaria we wspomnieniach i anegdocie, 1995
- Zarys fizjologii żubra : monografia, 1999
- Die Durchgangszeiten der Nahrung durch den Verdauungskanal der Nutria, Myocastor coypus Molina, 1782, 1960
- Der Grössenvergleich des Magendarmkanals des Mufflons, Ovis musimon (Pallas 1811) und des Mähnenschafs, Ammotragus lervia (Pallas 1777), 1960